# 白垩假木贼
白垩假木贼（学名：Anabasis cretacea）为苋科假木贼属的植物。分布在中亚、西伯利亚、欧洲以及中国大陆的新疆等地，生长于海拔550米至1,800米的地区，多生长在盐碱土荒漠、戈壁和干山坡，目前尚未由人工引种栽培。